# Crux cordis
Em anatomia, Crux Cordis ou Cruz de Has, é o nome dado ao ponto de encontro entre os quatro sulcos da região posterior do coração (Sulco interatrial ou interauricular; Sulco coronário, atrioventricular, ou ainda, auriculoventricular, esquerdo e direito; Sulco interventricular).